# Баддели, Уилфред
Уилфред Баддели (англ. Wilfred Baddeley; 11 января 1872, Бромли, Кент — 24 января 1929, Ментона, Французская Ривьера) — британский юрист и теннисист, известный как трёхкратный победитель Уимблдонского турнира в одиночном и четырёхкратный — в парном разряде (с братом-близнецом Гербертом). Автор учебника игры в теннис, член Международного зала теннисной славы с 2013 года.

## Биография
Уилфред Баддели и его брат-близнец Герберт родились в 1872 году в семье состоятельного юриста Фредерика Пайпера Баддели, став вторым и третьим из его семи детей и первыми сыновьями. В это время семья проживала в Бромли, а к началу 1890-х годов перебралась в лондонский район Стретем. Уже в 1888 году Уилфред и Герберт успешно выдержали экзамены Юридического общества Соединённого Королевства и начали юридическую карьеру как ученики солиситора. В 1895 году оба брата присоединились к адвокатской фирме, владельцами которой были их отец и дядя.
Свою теннисную карьеру братья начали в Теннисном клубе Бромли, основанном в 1880 году; по одному из источников, их первым учителем стал отец. В 1890 году, в возрасте 18 лет, Уилфред Баддели впервые принял участие в Уимблдонском турнире. Там он дошёл до четвертьфинала турнира претендентов, проиграв в трёх сетах будущему чемпиону Уилогби Хэмилтону. На следующий год его выступление было более успешным. В полуфинале турнира претендентов Уилфред разгромил Эрнеста Реншоу — одного из близнецов Реншоу, доминировавших на Уимблдонском турнире в предшествующем десятилетии. Хотя у Эрнеста был ещё впереди довольно удачный сезон в 1892 году, в матче с Баддели он был далёк от своей лучшей формы, проиграв 6-0, 6-1, 6-1. После этого в финале турнира претендентов Баддели обыграл в четырёх сетах ирландца Джошуа Пима, который незадолго до этого взял над ним верх в престижном Северном теннисном турнире (Ливерпуль). Согласно регламенту, победитель этого матча должен был встретиться в игре за чемпионское звание с действующим чемпионом, но из-за неявки Уилогби Хэмилтона на турнир Баддели был сразу же провозглашён новым чемпионом.
В 19 лет и 5 месяцев Баддели стал самым молодым чемпионом Уимблдонского турнира в одиночном разряде и удерживал это звание 94 года, пока в 1985 году его рекорд не побил 17-летний Борис Беккер. Спортивный журнал Pastime после матча описывал игру победителя как совершенно лишённую ошибок, отмечая его активные перемещения по корту и точный выбор направления ударов. В парном разряде Уилфред выступал в паре с Гербертом, и братьям также удалось завоевать чемпионское звание.
Соперничество между Уилфредом Баддели и Пимом продолжалось в следующие несколько лет. Журналисты тех лет писали, что Пим был более блестящим теннисистом, но отличался беспечным характером и, казалось, не интересовался исходом матчей, тогда как Баддели был на корте воплощением энергии, целеустремлённости и концентрации, не допуская ни малейших ошибок (впоследствии историк тенниса Джон Барретт назвал его «скорее надёжным, чем зрелищным игроком»). Мрачный взгляд, мощная фигура и грозный вид Баддели, по слухам, вселяли страх в соперников. В 1892 году Баддели и Пим снова встретились на Уимблдоне в раунде вызова, и Баддели отстоял своё чемпионское звание. На следующий год Пиму удалось выиграть матч за титул, который теперь уже он успешно защитил от Баддели в 1894 году. В эти годы они также неоднократно встречались между собой в ежегодных матчах сборных Англии и Ирландии и в Северном турнире, в общей сложности за годы соперничества проведя 13 матчей с общим счётом 7-6 в пользу Баддели.
В парном разряде Уилфред и Герберт Баддели не сумели защитить свой уимблдонский титул в 1892 году, проиграв Эрнесту Льюису и Гарольду Барлоу. В 1894 году братья Баддели взяли реванш у тех же самых соперников, победив их в финале турнира претендентов. Это позволило им вернуть себе чемпионское звание, поскольку действующие чемпионы — Пим и Фрэнк Стокер — в раунде вызова решили не участвовать.
После 1894 года Джошуа Пим посвятил себя врачебной карьере, расставшись с соревновательным теннисом и тем самым положив конец их соперничеству с Уилфредом Баддели. Тот не замедлил этим воспользоваться и успешно вернул себе чемпионское звание на Уимблдоне 1895 года, выиграв турнир претендентов, не сопровождавшийся в связи с уходом Пима раундом вызова. В 1896 году Баддели в шестой раз подряд принял участие в матче за звание чемпиона Уимблдонского турнира в одиночном разряде, повторив рекорд Уильяма Реншоу; этот рекорд в дальнейшем был повторён ещё дважды — Бьорном Боргом между 1976 и 1981 годами и Роджером Федерером, который его сумел улучшить, доведя в начале XXI века число сыгранных подряд уимблдонских финалов до семи. В жаркий и душный день матч Баддели против ирландца Гарольда Махони растянулся на пять сетов; он вёл 2:1 по сетам, но в итоге Махони оказался выносливей и стал новым чемпионом. В парном разряде, напротив, братья Баддели успешно защитили титул и в 1895, и в 1896 годах.
В 1897 году, в возрасте 25 лет, Уилфред Баддели сыграл сой последний Уимблдонский турнир. В одиночном разряде он дошёл до полуфинала, где встретился с новой восходящей звездой британского тенниса Реджинальдом Дохерти. Это была не первая их встреча: за год до этого Дохерти и Гарольд Нисбет проиграли в финале парного турнира братьям Баддели, а незадолго до Уимблдонского турнира 1897 года Реджинальд встретился с Уилфредом в матче за чемпионское звание в Северном турнире, проиграв в четырёх сетах. На Уимблдоне, однако, он одержал убедительную победу со счётом 6-3, 6-0, 6-3. Вскоре они снова встретились в парном финале. На этот раз с Реджинальдом в паре выступал его младший брат Лоуренс, и вместе они сумели обыграть действующих чемпионов.
По окончании этого турнира и Уилфред, и Герберт Баддели окончили активные теннисные выступления, сосредоточившись на карьере в юриспруденции. В 1899 году Уилфред Баддели женился на Флоренс Берн, однако детей у пары не было. К 1901 году он был уже одним из старших партнёров в семейной фирме и продолжал работу в ней до 1919 года, когда они с братом одновременно ушли на покой. В последние годы жизни здоровье Уилфреда Баддели заметно ухудшилось, и он проводил много времени на Ривьере, попеременно в Ницце и Ментоне. Именно в Ментоне он и умер в начале 1929 года, в возрасте 57 лет.
Помимо спортивных результатов, Уилфред Баддели оставил после себя учебник теннисной игры, так и называвшийся «Лаун-теннис» (англ. Lawn Tennis). Учебник отражает простой и надёжный подход к игре самого Баддели; в частности он рекомендует читателю в равной степени уделять внимание игре на задней линии и выходам к сетке. По словам Баддели, игрок, регулярно играющий у сетки, не может рассчитывать на постоянный успех, так как не может во всех матчах играть одинаково сильно. В то же время, играя только с задней линии, теннисист будет упускать множество возможностей быстро заканчивать розыгрыш при неудачных ударах соперника. При этом в парном разряде единственным путём к победе Баддели называет постоянную игру обоих партнёров у сетки.
В 2013 году имя Уилфреда Баддели было включено в списки Международного зала теннисной славы вместе с именами ещё нескольких чемпионов конца XIX и начала XX века.

## Финалы Уимблдонского турнира за карьеру

### Одиночный разряд (3-3)
| Результат | Год  | Соперник в финале | Счёт в финале           |
| --------- | ---- | ----------------- | ----------------------- |
| Победа    | 1891 | Джошуа Пим        | 6-4, 1-6, 7-5, 6-0      |
| Победа    | 1892 | Джошуа Пим        | 4-6, 6-3, 6-3, 6-2      |
| Поражение | 1893 | Джошуа Пим        | 6-3, 1-6, 3-6, 2-6      |
| Поражение | 1894 | Джошуа Пим        | 8-10, 2-6, 6-8          |
| Победа    | 1895 | Уилберфорс Ивс    | 4-6, 2-6, 8-6, 6-2, 6-3 |
| Поражение | 1896 | Гарольд Махони    | 2-6, 8-6, 7-5, 6-8, 3-6 |

### Парный разряд (4-2)
| Результат | Год  | Партнёр         | Соперники в финале                 | Счёт в финале           |
| --------- | ---- | --------------- | ---------------------------------- | ----------------------- |
| Победа    | 1891 | Герберт Баддели | Джошуа Пим Фрэнк Стокер            | 6-1, 6-3, 1-6, 6-2      |
| Поражение | 1892 | Герберт Баддели | Гарольд Барлоу Эрнест Льюис        | 6-4, 2-6, 6-8, 4-6      |
| Победа    | 1894 | Герберт Баддели | Гарольд Барлоу Эрнест Льюис        | 5-7, 7-5, 4-6, 6-3, 8-6 |
| Победа    | 1895 | Герберт Баддели | Уилберфорс Ивс Эрнест Льюис        | 8-6, 5-7, 6-4, 6-3      |
| Победа    | 1896 | Герберт Баддели | Реджинальд Дохерти Гарольд Нисбет  | 1-6, 3-6, 6-4, 6-2, 6-1 |
| Поражение | 1897 | Герберт Баддели | Лоуренс Дохерти Реджинальд Дохерти | 4-6, 6-4, 6-8, 4-6      |